# Shyamala Gopalan
Shyamala Gopalan (Tamil சியாமளா கோபாலன்; eigentlich Gopalan Shyamala oder G. Shyamala; * 7. April oder 7. Dezember 1938 in Madras, Präsidentschaft Madras, Britisch-Indien; † 11. Februar 2009 in Oakland, Kalifornien, USA) war eine indisch-amerikanische Biomedizinerin. Ihre Arbeit in der Isolierung und Charakterisierung von Progesteronrezeptorengenen regte Fortschritte in der Onkologie im Bereich Brustkrebs an. Ihre beiden Töchter sind Kamala Harris, die Vizepräsidentin der Vereinigten Staaten, und Maya Harris, eine Anwältin und politische Kommentatorin.

## Frühes Leben und Ausbildung
Shyamala Gopalan wurde 1938 als Tochter des indischen Beamten P. V. Gopalan und seiner Frau Rajam geboren. Der Vater stammt aus Thulasenthirapuram und die Mutter aus Painganadu, Dörfer, die nahe beieinander im Distrikt Tiruvarur im heutigen Bundesstaat Tamil Nadu liegen. Der Vater war zunächst als Stenograf tätig und stieg im öffentlichen Dienst auf. Dazu zog er mit seiner Familie in die Gegend zwischen Madras (heute Chennai), Neu-Delhi, Bombay (heute Mumbai) und Kalkutta. Der Los Angeles Times nach war „Gopalan tamilischer Brahmane, Teil einer privilegierten Elite im uralten, hierarchischen Kastensystem des Hinduismus“. Er und Rajam heirateten in einer arrangierten Ehe. Nach Shyamalas Bruder Balachandran waren sie tolerant in der Erziehung ihrer Kinder, die heute eher unkonventionelle Leben führen. Shyamala war eine begabte Sängerin klassischer südindischer Musik, als Teenager gewann sie einen nationalen Wettbewerb.
Shyamala Gopalan studierte zunächst Hauswirtschaft – ein Fach, das ihr nützliche Fähigkeiten für den Haushalt beibringen sollte – am Lady Irwin College in Neu-Delhi, einem führenden Frauencollege in Indien. Nach Meinung ihres Vaters entsprach dies nicht ihren Fähigkeiten; ihre Mutter erwartete, dass die Kinder Karrieren in den Bereichen Medizin, Ingenieurwissenschaften oder Jura machten. 1958, im Alter von 19 Jahren, schrieb sie sich für einen Masterstudiengang für Ernährung und Endokrinologie an der University of California in Berkeley ein und wurde angenommen. Ihre Eltern bezahlten während des ersten Jahres die Studien- und Wohngebühren mit einigen Ersparnissen. 1964 schloss sie den Studiengang mit einem Doktorgrad in Ernährungswissenschaften und Endokrinologie ab. Ihre Dissertation wurde von Richard L. Lyman begleitet und trug den Titel The isolation and purification of a trypsin inhibitor from whole wheat flour (Die Isolierung und Purifizierung eines Trypsin-Hemmers aus Vollkornweizenmehl).

## Karriere und Forschung
Im Anschluss leitete sie die Forschung der UC Berkeley im Bereich Zoologie und Krebsforschung. Sie arbeitete als Forscherin für Brustkrebs an der University of Illinois at Urbana-Champaign und der University of Wisconsin. Sie arbeitete 16 Jahre lang am Lady Davis Institute for Medical Research und der Medizinischen Fakultät der McGill University. Sie war Gutachterin für das National Institute of Health und Teammitglied des Federal Advisory Committee. Sie arbeitete außerdem in der President’s Special Commission on Breast Cancer. In ihrem Labor betreute sie Dutzende von Studenten. In der letzten Dekade ihrer Forschung arbeitete sie im Lawrence Berkeley National Laboratory. Ihre Forschungen brachten Fortschritte im Wissen um Hormone im Bezug auf Brustkrebs. Ihre Arbeit in der Isolierung und Charakterisierung des Progesteronrezeptorgens in Mäusen veränderte die Forschung im Bereich der Reaktionsfähigkeit von Hormonen des Brustgewebes.

## Persönliches
Im Herbst 1962 regte sie bei einem Treffen der Afro American Association – einer Studentengruppe in Berkeley, die Strukturen zu den Black Studies entwarf –
einen offiziellen Feiertag für Kwanzaa an und half, die Black Panther Party zu etablieren. Dort traf sie den Wirtschaftsstudenten Donald J. Harris, der an diesem Tag Redner war. Gopalan und Harris, der heute emeritierter Professor an der Stanford University ist, heirateten 1963. Sie folgten dabei nicht den gängigen Konventionen, vorher Harris ihren Eltern vorzustellen oder die Zeremonie in ihrer Heimatstadt in Indien zu feiern.
In den späten 1960er Jahren ging das Paar mit seinen Töchtern Kamala, die damals etwa vier Jahre alt war,  und Maya, die zwei Jahre jünger ist, nach Sambia, das zu dem Zeitpunkt gerade unabhängig geworden war. Dort war Gopalans Vater für einen beratenden Auftrag tätig. Nach ihrer Scheidung in den frühen 1970er Jahren reiste sie mehrere Male mit ihren Töchtern nach Indien, um ihre Eltern in Chennai zu besuchen, die mittlerweile im Ruhestand waren. Während sie aufwuchsen, besuchten die Kinder auch die Familie des Vaters in Jamaika.

## Tod
Shyamala Gopalan starb im Februar 2009 im Alter von 70 Jahren in Oakland an den Folgen von Darmkrebs. Anstelle von Blumen war ihr Wunsch, dass Spenden an die Organisation Breast Cancer Action gemacht wurden. Später im selben Jahr brachte ihre Tochter Kamala Harris ihre Asche nach Chennai an die südöstliche Küste Indiens und verstreute sie im Indischen Ozean.

## Auswahl von Veröffentlichungen
- G. Shyamala, Y. C. Chou, S. G. Louie, R. C. Guzman, G. H. Smith, S. Nandi: Cellular expression of estrogen and progesterone receptors in mammary glands: Regulation by hormones, development and aging. In: Journal of Steroid Biochemistry and Molecular Biology. Band 80, 2002, S. 137–148. (europepmc.org)
- G. Shyamala, X. Yang, R. D. Cardiff, E. Dale: Impact of progesterone receptor on cell-fate decisions during mammary gland development. In: Proceedings of the National Academy of Sciences. Band 97, Nr. 7, 2000, S. 3044–3049 (pnas.org)
- G. Shyamala: Progesterone signaling and mammary gland morphogenesis. In: Journal of Mammary Gland Biology and Neoplasia. Band 4, 1999, S. 89–104. doi:10.1023/A:1018760721173
- G. Shyamala, S. G. Louie, I. G. Camarillo, F. Talamantes: The progesterone receptor and its isoforms in mammary development. In: Mol. Genet. Metab. Band 68, 1999, S. 182–190.
- G. Shyamala, X. Yang, G. Silberstein, M. H. Barcellos-Hoff, E. Dale: Transgenic mice carrying an imbalance in the native ratio of A to B forms of progesterone receptor exhibit developmental abnormalities in mammary glands. In: Proceedings of the National Academy of Sciences. Band 95, Nr. 2, 1998, S. 696–701. (pnas.org)
- G. Shyamala, W. Schneider, D. Schott: Developmental regulation of murine mammary progesterone receptor gene expression. In: Endocrinology. Band 126, 1990, S. 2882–2889.
- G. Shyamala, Y. Gauthier, S. K. Moore, M. G. Catelli, S. J. Ullrich: Estrogenic regulation of murine uterine 90-kilodalton heat shock protein gene expression. In: Molecular and Cellular Biology. Band 9, Nr. 8, August 1989, S. 3567–3570. PMC 362408 (freier Volltext)